# Di Melo
Roberto de Melo Santos ―más conocido como Di Melo― (Pernambuco, 1949) es un músico, compositor y cantante brasileño de música funk y soul.

## Biografía
Di Melo llegó a São Paulo a finales de los años sesenta, y empezó a trabajar en bares de esa ciudad. En 1975 grabó sus canciones a través de la empresa discográfica EMI-Odeón, en el álbum Di Melo, que contó con la participación del multinstrumentista Hermeto Pascoal, el guitarrista Heraldo do Monte y Geraldo Vandré.
El disco Di Melo tuvo varios éxitos, como
«Kilariô»,
«A vida em seus métodos diz calma» y
«Se o mundo acabasse em mel».
Después Di Melo siguió tocando en bares ―tanto en Brasil como en varios países europeos― y siguió componiendo canciones (tiene más de 400 canciones inéditas); sin embargo no formó parte de la corriente principal de músicos de Brasil.
Tiene más de 100 canciones grabadas inéditas.
En colaboración con Geraldo Vandré (ícono de la música popular brasileña) ha compuesto 12 canciones, que aún no han sido grabadas.
Escribió dos libros (inéditos).
En los años ochenta tuvo un accidente de motocicleta que casi lo dejó parapléjico.
Desde esa época se corrió el rumor de que Di Melo había muerto en ese accidente.
En los años noventa, las canciones del álbum de 1975 fueron redescubiertas por diyéis británicos cuando «A vida em seus métodos diz calma» apareció en la recopilación Blue Brasil 2, de la empresa discográfica BlueNote.
Esto hizo que en 2002 el álbum Di Melo fuera reeditado en CD, dentro de la colección Odeon 100 años, coordinado por Charles Gavin.
Di Melo reapareció, refutando los rumores de que había muerto, y fue protagonista del documental O imorrível (‘el inmorible’),
de Alan Oliveira y Rubens Pássaro, patrocinado por Fundarpe, Funcultura y el Gobierno del estado de Pernambuco.
En 2011, la carátula de su primer disco tuvo una breve aparición al final del video de la canción «Don't Stop the Party», de la banda estadounidense Black Eyed Peas.
En 2011, Di Melo actuó en la Virada Cultural.
En 2013 actuó en el festival Psicodália en Río Negrinho (estado de Santa Catarina), junto a músicos como Tom Zé (1936-), Yamandú Costa (1980-) y Moraes Moreira (1947-), la banda Gong (1967-) y otros.
En 2016, después de más de 40 años después del lanzamiento de su primer y único álbum, Di Melo lanzó su segundo álbum: Di Melo - Imorrível.

## Vida privada
Sus padres se llamaban Gabi (Gabriela Dativa dos Santos) y Arthur Napoleón Melo Carneiro Filho.
Está casado con la bahiana Juvenilza Abade dos Santos.
Son padres de la cantante Gabi di Abade.

## Álbumes

### Di Melo(1975)
Heraldo do Monte / Di Melo / Hermeto Pascoal (1975)

EMI Music

542482 2
1. «Kilariô» (Di Melo).
2. «A vida em seus métodos diz calma» (Di Melo).
3. «Aceito tudo» (Vidal França, Vithal).
4. «Conformópolis» (Waldir Wanderley da Fonseca).
5. «Má-lida» (Di Melo).
6. «Sementes» (Di Melo).
7. «Pernalonga» (Di Melo).
8. «Minha estrela» (Di Melo).
9. «Se o mundo acabasse em mel» (Di Melo).
10. «Alma gêmea» (Di Melo).
11. «João» (Maria Cristina Barrionuevo).
12. «Indecisão» (Terrinha).

Músicos
- Hermeto Pascoal,[3]
- Heraldo Dumont,
- Cláudio Bertrame (bajo eléctrico),
- Bolão (saxo),
- Capitão (trompeta),
- Ubirajara (sintetizador),
- bandoneonista no acreditado, integrante del grupo de tango de Astor Piazzolla (bandoneón),
- Eloá (coros),
- Luiz Melo (órgano),
- Geraldo Vespar (dirección artística, arreglos y guitarra),
- José Briamonte (dirección de orquesta),
- Waldemar Marchette (arreglos y orquestación),
- Di Melo (voz y composiciones; excepto «Conformópolis», de Waldir Wanderley da Fonseca, «João», de María Cristina Barrionuevo, «Aceito tudo», de Vithal y Vidal França, e «Indecisão», de Terrinha.